# Lijst van commandeurs en gouverneurs van de Kaap de Goede Hoop
De Kaap de Goede Hoop was een verversingspost van de VOC, op 6 april 1652 gesticht door Jan van Riebeeck. De post bestond uit kasteel de Goede Hoop, tuinen en een aantal compagniesgebouwen aan de Tafelbaai. Mettertijd ontstond meer landinwaarts een nederzetting van vrijburgers die zich vooral bezig hielden met landbouw en veeteelt. In de eerste periode was de gezaghebber een commandeur, later een gouverneur. Deze werd bijgestaan door een politieke raad.
De lijst van bevelhebbers van de VOC tot aan de Britse overname in 1795 is als volgt:
| Periode                              | Naam                                                    | Titel                  |
| ------------------------------------ | ------------------------------------------------------- | ---------------------- |
| 7 april 1652 – 6 mei 1662            | Jan van Riebeeck                                        | Commandeur             |
| 6 mei 1662 – 27 september 1666       | Zacharias Wagenaer                                      | Commandeur             |
| 27 september 1666 – 18 juni 1668     | Cornelis van Quaelberg                                  | Commandeur             |
| 18 juni 1668 – 25 maart 1670         | Jacob Borghorst                                         | Commandeur             |
| 25 maart 1670 – 30 november 1671     | Pieter Hackius                                          | Commandeur             |
| 1671–1672                            | Politieke Raad                                          | Waarnemend             |
| april 1672 – 2 october 1672          | Albert van Breugel                                      | Waarnemend commandeur  |
| 2 october 1672 – 14 maart 1676       | IJsbrand Godske                                         | Gouverneur             |
| 14 maart 1676 – 29 juni 1678         | Johan Bax van Herenthals                                | Gouverneur             |
| 29 juni 1678 – 12 october 1679       | Hendrik Crudop                                          | Waarnemend commandeur  |
| 10 december 1679 – 2 november 1699   | Simon van der Stel                                      | Gouverneur             |
| 2 november 1699 – 3 juni 1707        | Willem Adriaan van der Stel                             | Gouverneur             |
| 3 juni 1707 – 1 februari 1708        | Johan Cornelis d'Ableing                                | Waarnemend gouverneur  |
| 1 februari 1708 – 27 december 1711   | Louis van Assenburgh                                    | Gouverneur             |
| 27 december 1711 – 28 maart 1714     | Willem Helot                                            | Waarnemend gouverneur  |
| 28 maart 1714 – 8 september 1724     | Maurits Pasques de Chavonnes                            | Gouverneur             |
| 8 september 1724 – 25 februari 1727  | Jan de la Fontaine                                      | Waarnemend gouverneur  |
| 25 februari 1727 – 23 april 1729     | Pieter Gijsbert Noodt                                   | Gouverneur             |
| 23 april 1729 – 8 maart 1737         | Jan de la Fontaine                                      | Gouverneur             |
| 19 september 1737 – 14 april 1739    | Daniël van den Henghel                                  | Waarnemend gouverneur  |
| 14 april 1739 – 27 februari 1751     | Hendrik Swellengrebel                                   | Gouverneur             |
| 27 februari 1751 – 11 augustus 1771  | Rijk Tulbagh                                            | Gouverneur             |
| 12 august 1771 – 14 februari 1785    | Joachim van Plettenberg                                 | Gouverneur             |
| 14 februari 1785 – 24 juni 1791      | Cornelis Jacob van de Graaff                            | Gouverneur             |
| 24 juni 1791 – 3 juli 1792           | Johan Isaac Rhenius                                     | Waarnemend gouverneur  |
| 3 juli 1792 – 2 september 1793       | Sebastiaan Cornelis Nederburgh Simon Hendrik Frijkenius | Commissarisen-generaal |
| 2 september 1793 – 16 september 1795 | Abraham Josias Sluysken                                 | Commissaris-generaal   |